# Alice de Janzé
Alice de Janzé, née Silverthorne (28 septembre 1899 – 30 septembre 1941), aussi connue sous le nom d'Alice de Trafford et de comtesse de Janzé, est une héritière américaine qui séjourna au Kenya où elle fut membre de la communauté de la Vallée Heureuse. Elle est en lien avec plusieurs faits-divers, ainsi sa tentative de meurtre sur la personne de son amant en 1927 et le meurtre, en 1941, d'un autre de ses amants, Josslyn Hay, au Kenya. Sa vie est marquée par la promiscuité sexuelle, l'usage de la drogue et plusieurs tentatives de suicide.
Élevée à Chicago et New York, c'est une des plus importantes socialite américaine de son temps. Membre de la puissante famille Armour, elle est multi-millionnaire par héritage. Elle intègre la noblesse française lorsqu'elle épouse, en 1921, le comte de Janzé. Au milieu des années 1920, elle est introduite dans la communauté de la Vallée Heureuse, un groupe d'expatriés majoritairement britanniques, au Kenya, célèbre pour son mode de vie hédoniste.
En 1927, elle fait la une des journaux lorsqu'elle tire sur Raymond de Trafford dans une gare parisienne avant de retourner l'arme contre elle. Elle est jugée et condamnée à une faible amende puis graciée par le Président français. Plus tard, elle épouse l'homme qu'elle a essayé de tuer avant d'en divorcer.
En 1941, elle est l'une des principaux suspects du meurtre au Kenya de son ami et ancien amant, le comte d'Erroll. Après plusieurs tentatives de suicide, elle met fin à ses jours par arme à feu en septembre 1941. Elle est mise en scène dans plusieurs fictions et non-fictions, notamment le livre White Mischief (« Sur la route de Nairobi ») et son adaptation cinématographique du même titre, dans laquelle elle est interprétée par Sarah Miles.

## Biographie

### Jeunesse

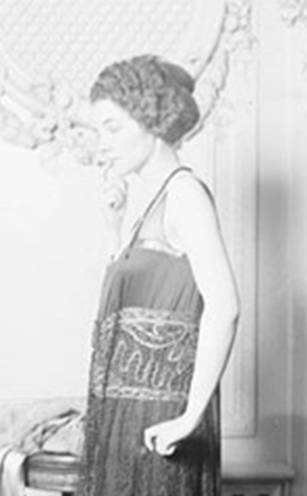
Alice de Janzé à Chicago, 1919.

Alice Silverthorne naît à Buffalo, dans le Comté d'Érié, fille unique de l'industriel du textile William Edward Silverthorne et de sa femme, Julia Belle Chapin ; ils sont membres de la famille Armour, laquelle est à la tête de l'entreprise Armour and Company, à l'époque la plus grande entreprise agro-alimentaire du monde. C'est la cousine germaine de J. Ogden Armour et la petite-nièce de Philip Armour et de Herman Ossian Armour, la petite-fille de leur sœur Marietta, qui a laissé une grande partie de ses biens à sa mère, Julia, en 1897.
Ses parents, William et Julia, s'étaient mariés à Chicago le 8 juin 1892,. Alice de Janzé passe la majeure partie de sa jeunesse et de son adolescence à Chicago, vivant avec ses parents dans le quartier aisé de Gold Coast. Alice est la cousine préférée de J. Ogden Armour. Sa riche famille fait que ses amis la surnomment « cuillère d'argent »,.
Sa mère meurt des complications de la tuberculose lorsqu'Alice a huit ans ; son biographe Paul Spicer avance que sa mort est due au fait qu'elle avait été enfermée hors de la maison par son mari pendant une nuit glaciale six mois plus tôt. Alice, qui hérite de sa mère un grand domaine foncier, est elle-même probablement tuberculeuse asymptomatique depuis sa naissance. À la suite de la mort de sa mère, Alice est élevée par une gouvernante allemande à New York ; son père, à tendance alcoolique, est fréquemment absent du fait de ses obligations professionnelles.
William Silverthorne se remarie rapidement en 1908, et il a cinq enfants avec sa seconde femme, Louise Mattocks. Plusieurs ne vivent pas ; la fratrie d'Alice comprend William Jr. (1912–1976), Victoria Louise (morte nouvelle-née en 1914), Patricia (1915–?), Lawrence (1918–1923) et une fille, qui ne sera pas baptisée, qui meurt à la naissance en 1910. William divorce ensuite de Louise Mattocks et se mariera deux fois encore.

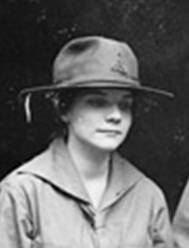
Alice de Janzé à Lake Geneva en septembre 1916.

Avec les encouragements de son père, Alice est introduite dans la vie sociale dès son adolescence. Elle est l'une des plus éminente socialite de Chicago, fréquentant les boîtes de nuit à la mode. Son père l'emmène également dans plusieurs voyages en Europe et contribue à façonner son image de « débutante ». Ces années de relations sociales intenses conduisent Alice à une mélancolie chronique ; il est possible qu'elle ait souffert de cyclothymie, forme de trouble bipolaire.
Son père perd bientôt son droit de garde ; un oncle maternel assume le rôle de tuteur et il l'inscrit dans un internat à Washington D. C.,. Le journaliste Michael Killian pense que c'est à cause du fait que William Silverthorne entretenait une relation incestueuse avec sa fille adolescente, qui aurait perdu sa virginité avec son père,, jusqu'à ce qu'un de ses oncles intervienne et porte l'affaire devant un tribunal,. Paul Spicer, un de ses biographes, ne pense pas que les relations avec son père étaient inappropriées. Sans tenir compte de la décision de justice, après qu'à l'âge de quatorze ans elle a commencé à vivre chez les Armour à New York, elle voyage sans se cacher avec son père, se rendant sur la Côte d'Azur, où Killian prétend que le père l'aurait ouvertement présentée comme sa maîtresse et l'aurait autorisée à garder une panthère noire comme animal de compagnie. Les années suivantes, elle se fait remarquer à parader avec l'animal sur la promenade des Anglais à Nice.

### 1919–1927. Mariage et communauté de la Vallée Heureuse
En 1919, Alice revient à Chicago pour vivre avec ses tantes, Alice et Josephine Chapin. Deux ans plus tard, elle se rend à Paris, où elle travaille brièvement dans l'atelier de Jean Patou jusqu'à ce qu'elle rencontre le comte Frédéric de Janzé appartenant à une famille française anoblie en 1818 (vers 1896 – 24 décembre 1933), un Français connu, pilote de course et héritier de l'aristocratie bretonne. Il participe aux 24 Heures du Mans entre autres courses, et il fréquente aussi les cercles littéraires ; c'est un ami proche de Marcel Proust, Maurice Barrès et Anna de Noailles.
À la différence de beaucoup d'héritières américaines de l'époque, Alice n'autorise pas sa famille à arranger des rencontres « avantageuses » pour elle, préférant prendre l'initiative. Elle entame une relation amoureuse avec de Janzé. Après trois semaines de romance, le couple se marie le 21 septembre 1921 à Chicago ; de Janzé aurait trouvé son nom de famille, « Silverthorne », si charmant qu'il aurait regretté que le mariage le lui enlève.
Une tante d'Alice, épouse de J. Ogden Armour, cède le terrain des Armour à Long Island aux jeunes mariés ; ils y résident deux semaines avant de décider de s'installer définitivement à Paris, dans le quartier des Champs-Élysées,. Ils ont deux filles, Nolwén Louise Alice de Janzé (20 juin 1922 – 7 mars 1989) et Paola Marie Jeanne de Janzé (1er juin 1924 – 24 décembre 2006). Ce sont des parents négligents, les enfants sont pour l'essentiel élevés par des gouvernantes et la sœur de Frédéric de Janzé dans la résidence familiale du château de Parfondeval en Normandie.
En 1925, le couple devient ami de Josslyn Hay, comte d'Erroll et de sa femme, Idina Sackville. Quelque temps après, le jeune comte et la jeune comtesse invitent les de Janzé à séjourner au Kenya, dans la « Vallée Heureuse », surnom de la vallée de la Wanjohi, près des monts Aberdare, où s'installent à cette époque des colons, pour la majorité britanniques, qui forment une communauté hédoniste, connue pour sa consommation de drogue et d'alcool et ses mœurs de promiscuité sexuelle. Le couple accepte l'invitation,.
Dans la Vallée Heureuse, les deux couples sont voisins. Frédéric de Janzé relate dans un livre, Vertical Land, publié en 1928, son expérience en cet endroit. Il donne un portrait des membres de la communauté de la Vallée Heureuse et une description psychologique de son épouse, qualifiée d'« instable et suicidaire. »
Les résidents de la Vallée Heureuse surnomment Alice la « méchante Madone » (the wicked Madonna), en allusion à sa beauté, son sens de l'humour sarcastique et ses sautes d'humeur imprévisibles. Elle discourt passionnément sur les droits des animaux et joue de l'ukulélé. Elle s'engage dans une relation libre avec Josslyn Hay, Lord Erroll, qu'elle partage ouvertement avec Idina,.
Après leur premier séjour, Frédéric et Alice retournent dans la Vallée Heureuse en 1926. Frédéric s'occupe en chassant le lion tandis qu'Alice entame une relation amoureuse avec un aristocrate britannique, Raymond Vincent de Trafford (28 janvier 1900 – 14 mai 1971). L'engouement d'Alice pour de Trafford est tel que le couple tente de s'enfuir, avant de revenir rapidement. Frédéric est au courant des infidélités de son épouse, mais ne semble pas s'en préoccuper ; cependant, plusieurs années après, il qualifie le triangle amoureux avec de Trafford de « triangle infernal ».
À l'automne 1926, souhaitant sauver son mariage, Frédéric revient à Paris avec Alice, laquelle rend visite à la mère de Frédéric ; lui révélant son amour pour de Trafford, elle lui demande son aide pour divorcer. Sa belle-mère lui demande de penser aux deux enfants et de ne rien faire qu'elle pourrait regretter plus tard. Espérant éviter le scandale d'un adultère, sa belle-mère lui prête un appartement dans un quartier calme, comme « nid d'amour » pour accueillir de Trafford. Sous la pression de sa famille, Frédéric demande rapidement le divorce.

### 1927. Incident de la gare du Nord
e matin du 25 mars 1927, Alice se réveille dans sa demeure parisienne, dans un état d'agitation notable, selon le témoignage de sa femme de chambre. L'après-midi, Alice rencontre Raymond de Trafford ; il l'informe qu'il ne pourra pas l'épouser car sa famille, catholique pratiquante, l'a menacé de le déshériter,. Le couple visite ensuite une boutique où Alice achète un révolver décoré avec de l'or et des perles,.
À la gare du Nord, quelques heures plus tard, dans un compartiment de train, alors que Raymond de Trafford lui fait ses adieux avant de partir pour Londres, Alice sort son arme et lui tire dans l'abdomen, lui perforant le poumon,. Elle retourne ensuite l'arme sur elle, se tirant dans l'estomac. Le conducteur du train rapporte que, alors qu'il ouvre la porte du compartiment, Alice aurait dit « je l'ai fait » avant de s'effondrer.
Raymond de Trafford passe plusieurs jours dans un hôpital, dans un état critique. Alice aurait murmuré « Il doit vivre ! Je veux qu'il vive » lorsqu'elle apprend qu'il est sérieusement atteint et pourrait décéder. Dans la confusion, ses propres blessures sont négligées par les médecins. Malgré des rapports initiaux qui disent qu'elle a été, elle aussi, gravement blessée, ses blessures sont, en fait, plutôt bénignes,. Alice et Raymond sont transférés à l'hôpital Lariboisière. Les proches d'Alice se rendent à l'hôpital et essaient de la faire transférer dans une clinique privée, mais ils en sont empêchés par des gendarmes, car elle est en état d'arrestation[source insuffisante].
L'incident fait les gros titres partout dans le monde,,,. Il règne une certaine confusion lorsque cinq journaux britanniques, le Western Mail, le Manchester Guardian, le Liverpool Daily Courier, le Liverpool Evening Express et le Sheffield Daily Telegraph, illustrent leurs articles avec une photo, non pas d'Alice mais de sa belle-sœur, la vicomtesse Phillis Meeta de Janzé, laquelle attaque les journaux en réparation[source insuffisante].
Tentant de minimiser l'incident, la famille d'Alice fait une déclaration dans la presse, dans laquelle elle dit qu'il n'y a là aucune raison de jeter le discrédit sur les familles Armour et Silverthorne, ni rien qui puisse inciter un jury français à rendre un verdict de culpabilité. Sa tante, l'épouse de George Silverthorne, déclare à un journaliste qu'elle ne peut croire qu'Alice ait fait cela, et qu'elle pense qu'il s'agit d'une erreur.
Alors qu'on dit Raymond au bord de la mort, Alice assure qu'elle regrette d'avoir tiré sur lui, mais n'offre aucune explication, disant à l'officier de police qui est autorisé à la voir : « J'ai décidé de lui tirer dessus juste au moment où le train partait. Le « pourquoi » est mon secret. Ne me demandez pas. » Raymond de Trafford reprend brièvement conscience. Essayant de protéger Alice, il prétend qu'il a été blessé en essayant de l'empêcher de se suicider, avant de replonger dans l'inconscience. Alice, quant à elle, se remet rapidement et elle est en mesure d'échanger avec ses proches à partir du 30 mars,. Elle avoue officiellement avoir tiré dans une déclaration signée faite le 2 avril dans laquelle elle déclare aussi avoir, dans sa vie, attenté à plusieurs reprises à ses propres jours.

#### Procès et amende
Le 5 avril, Alice est officiellement inculpée de tentative de meurtre avec prémédition,. Le 8 avril, elle fait une déclaration dans laquelle elle assure qu'elle avait à l'origine l'intention de se suicider lorsqu'elle avait acheté le révolver, mais qu'elle avait tiré sur de Trafford à cause de l'angoisse qu'elle éprouvait à l'idée de se séparer de lui. Dans sa déclaration au juge Banquart, chargé de l'enquête, elle dit :
« J'ai rencontré Raymond dans la colonie du Kenya, en Afrique de l'Est et je suis devenue sa maîtresse. Il était convenu que j'obtiendrais le divorce pour pouvoir l'épouser. Mais il a fait progressivement marche arrière et il est venu me voir à Paris le 25 mars pour m'annoncer que sa famille était opposée à cela. J'ai déjà enduré une grande déception mais, quand il a refusé de rester avec moi plus longtemps, j'ai immédiatement pensé à me suicider. Nous avons ensuite déjeuné ensemble et avons un instant oublié cette angoisse. Après, il a déclaré vouloir m'accompagner faire des courses et je l'ai amené chez un armurier où j'ai acheté un révolver et des munitions. Raymond, en bon Anglais flegmatique, ne se doutait de rien, pensant que je faisais cet achat pour le compte de mon mari. […] Dans les toilettes de la gare, j'ai eu l'occasion de charger l'arme, que j'avais l'intention d'utiliser contre moi-même, puis je l'ai rejoint dans son compartiment du train express pour Londres. C'est dans l'angoisse du dernier moment de la séparation, alors que nous nous embrassions, que j'ai soudain agi sur une impulsion. Glissant le revolver entre nous, j'ai tiré sur lui, puis sur moi. »
Le 9 avril, de Trafford rentre à Londres par avion privé, déclarant aux autorités françaises qu'il n'a pas l'intention de mener une quelconque action à l'encontre d'Alice, quoiqu'il soit d'accord pour revenir à Paris si son témoignage est requis. Pendant ce temps, Alice est détenue à Saint Lazare, une prison pour femmes, ; sa cellule, la numéro 12, a déjà abrité plusieurs personnalités célèbres, Mata Hari, Marguerite Steinheil et Henriette Caillaux,,. Elle fait une demande de libération sous caution et est relâchée le 20 mai en attendant sa complète guérison,.
Grâce à l'intervention de sa tante, Madame Francis May, Alice disparaît de la scène publique, cachée dans une maison de retraite près de Paris, dans l'attente du procès imminent. Ses avocats essaient, en vain, de faire lever les charges qui pèsent contre elle. Elle est jugée par le tribunal de Paris le 23 décembre 1927 sous l'accusation d'agression après que son (célèbre) avocat, René Mettetal, ait convaincu le magistrat instructeur de l'irresponsabilité de sa cliente au moment des faits. Lorsqu'on demande à Raymond de Trafford s'il veut porter plainte, il se déclare surpris et irrité par cette question, prétendant que ses blessures étaient accidentelles et causées par lui-même : « Alors que nous étions sur le point de nous séparer — elle m'embrassait — je lui ai dit que je l'aimais, et je lui ai à nouveau chuchoté de ne pas prendre ma décision comme irrévocable. Je lui ai même dit que nous nous reverrions. Alors qu'elle me quittait, elle a tenté de se suicider. Mais un mouvement de ma part a fait dévier l'arme. Je suis sûr qu'elle ne m'a pas tiré dessus intentionnellement. L'accident était dû à mon imprudence. »
Le défenseur d'Alice plaide que la mélancolie chronique de la comtesse et sa tuberculose ont obscurci son jugement. Il lit aussi une lettre rédigée par une amie d'enfance, Mary Landon Baker, dans laquelle elle déclare qu'Alice souffre de mélancolie chronique et qu'elle a déjà tenté de se suicider à quatre reprises. Lorsqu'on lui demande pourquoi elle a apporté l'arme à la gare, elle répond « Pour me tuer. Et j'ai presque réussi. Ne me suis-je pas tiré dans l'estomac, comme le pauvre Raymond  ? » Elle plaide aussi l'acquittement afin de ne pas déshonorer le nom des de Janzé.
Alice est condamnée à une peine de six mois de prison avec sursis et une amende de cent francs par le tribunal correctionnel qui réprimande Raymond de Trafford pour avoir manqué à sa promesse de mariage,. Bien qu'elle soit critiquée par certains journaux, cette sentence clémente est sans doute influencée par les révélations concernant les tentatives de suicide, Raymond de Trafford assumant la responsabilité de son état mental, et par la sympathie du public qui la voit comme la victime tragique d'un crime passionnel. Le procureur lui-même déclare ne pas vouloir briser le cœur de De Trafford ni détruire un foyer.
La loi sur les primo-délinquants lui permet d'être relâchée immédiatement et, le 13 avril 1929, elle bénéficie d'une grâce présidentielle complète, accordée par Gaston Doumergue, le président de la République ; l'amende qu'elle avait payée lui est remboursée par le tribunal.
À la suite de ce scandale, le divorce est accordé à Frédéric de Janzé, pour cause d'abandon de domicile, le 15 juin 1927,. Bien qu'il ne soit pas fait mention de l'épisode de la gare du Nord, Alice ne reçoit pas de pension alimentaire et Frédéric obtient la garde des deux enfants,.
En décembre de la même année, Alice choque le comte et les journaux lorsqu'elle déclare vouloir se remarier avec son ex-mari, « pour le bien des enfants » ; elle se rétracte néanmoins un peu plus tard. Le divorce civil est suivi d'une annulation du mariage religieux par le Vatican, le 26 juillet 1928. Les avocat de Frédéric avertissent alors les journaux britannique de ne plus appeler Alice « comtesse de Janzé ».
Frédéric de Janzé meurt de septicémie le 24 décembre 1933, à Baltimore.

### 1928–1941. Second mariage, divorce et retour au Kenya
À la suite de « l'affaire », de Trafford conseille à Alice de ne pas retourner à Londres avant un moment. Au début de 1928, elle se rend au Kenya, mais, du fait du scandale public, le gouvernement local lui demande de quitter le pays dans les vingt-huit jours car elle est considérée comme un « étranger indésirable » (prohibited immigrant). Dans les semaines qui suivent, prenant le temps d'organiser convenablement son départ, et voulant un endroit relativement paisible où elle pourrait se reposer, elle séjourne quelque temps chez l'écrivaine Karen Blixen, une amie de Lord Erroll[source insuffisante]. Elle reprend aussi sa relation avec Josslyn Hay, Lord Erroll,. Quelques mois plus tard, alors qu'elle vit à Paris, elle s'indigne des rumeurs montantes et nie avoir été obligée de quitter le Kenya. Ce n'est pourtant qu'après plusieurs années qu'elle est autorisée à y retourner, grâce à l'intervention conjointe de De Janzé et de De Trafford, qui convainquent le gouvernement colonial kényan de l'admettre à nouveau.
À cette période, Alice reprend sa relation amoureuse avec Raymond de Trafford, l'homme qu'elle a presque tué. Une rumeur disant qu'ils vont bientôt se marier à Paris commence à circuler en mai 1927 puis en septembre de la même année et encore en janvier 1928. L'avocat d'Alice nie tout cela. Finalement, le couple se marie le 22 février 1932 à Neuilly-sur-Seine et songe à acquérir une maison à Londres. Alice commente son mariage en disant qu'ils étaient très amoureux et qu'il était convenu qu'ils se marient quoique certains aient prétendu qu'Alice avait poursuivi Raymond de Trafford pendant trois ans avant de le convaincre de l'épouser.
Durant cette période, Alice, qui connait de sérieux revers financiers, dirige une boutique de robes sous l'enseigne Gloria Bocher mais elle perd rapidement tout intérêt (et de l'argent) pour cette aventure,. Son mariage périclite aussi très rapidement, se terminant seulement trois mois après les noces.
Alice explique à son mari qu'elle a acheté le chalet du Kenya qui abritait leurs amours au début de leur relation et qu'il serait parfait pour leur lune de miel. L'idée ne plaît pas à Raymond et la conversation tourne à la dispute. À un moment, Alice fouille distraitement dans son sac et Raymond fuit, terrifié, craignant une nouvelle tentative de meurtre. Plus tard, Alice déclare à ce propos qu'elle n'avait pas d'arme et qu'elle voulait seulement se repoudrer le nez.
Elle demande officiellement le divorce en novembre 1932, accusant Raymond, qui a fui en Australie, de cruauté et d'abandon de domicile,. Il faut deux ans pour obtenir sa signature et la procédure est censée commencer en septembre 1934, mais elle n'ira pas à son terme. Alice introduit à nouveau une demande officielle de divorce en mai 1937, qu'elle obtient par « jugement conditionnel de divorce » (decree nisi (en)),,.
Après le divorce, Alice envisage de retourner définitivement à Chicago ; ses amis le lui déconseillent, car l'épisode de la tentative de meurtre a fait d'elle une « femme marquée ». Acceptant sa désastreuse notoriété, elle retourne au monde de la Vallée Heureuse où elle s'établit définitivement dans la grande ferme qu'elle possède à Gilgil, sur les bords de la rivière Wanjohi. Elle passe les années qui suivent à lire et à prendre soin de ses animaux, parmi lesquels on trouve des lions, des panthères et des antilopes. Elle devient dépendante à la drogue, particulièrement la morphine. Certains membres de la communauté l'évitent, à cause de ses sautes d'humeur et de l'incident de la gare du Nord. Son amie, l'aviatrice Beryl Markham, dit, bien des années plus tard, à son propos, « la solitude guettait Alice ; tout le monde avait peur d'elle ».
Elle ne rend que rarement visite à ses enfants, en France. Des années plus tard, Nolwen, sa fille aînée, dit qu'elle n'avait aucune amerture ni hostilité envers sa mère durant ses brêves visites ; elle était fascinée par cette femme presque inconnue, entourée d'une aura mystique due au fait qu'elle résidait en Afrique.

### 1941. Meurtre de Lord Erroll
Le 24 janvier 1941, Josslyn Hay, comte d'Erroll est retrouvé mort dans sa voiture, tué par balle, à un carrefour routier près de  Nairobi. C'était un coureur de jupons notoire et la rumeur qu'il a été tué par une femme circule bientôt. La police interroge les proches d'Erroll, dont Alice de Janzé. Elle a un alibi car elle avait passé la soirée et la nuit avec Dickie Pembroke, un autre membre de la communauté de la Vallée Heureuse ; cependant, son addiction à la drogue, son attachement à Lord Erroll et sa précédente tentative de meurtre passionnel font qu'elle est immédiatement considérée comme la principale suspecte par la communauté blanche du Kenya. Le bruit court, également, qu'elle a tenté de se suicider à l'annonce de la mort d'Erroll.
Le matin où le corps est découvert, elle se rend à la morgue avec un ami. Selon des témoins oculaires, elle étonne les personnes présentes en déposant une branche d'arbre sur le corps d'Erroll, en murmurant « maintenant, tu es à moi pour toujours ». Julian Lezzard, ami proche et témoin de la scène, suspecte la culpabilité d'Alice, considérant que le meurtre était cohérent avec les préoccupations morbides de cette dernière ; la rumeur court qu'elle aurait admis être la meurtrière.
Dans son livre d'investigation, White Mischief (publié en français sous le titre « Sur la route de Nairobi »), le journaliste James Fox fait état d'un incident suspect concernant Alice de Janzé et son lien possible avec le crime : quelques mois après le meurtre, Alice s'absente quelques jours et demande à un voisin de s'occuper de sa maison. En son absence, un des jeunes domestiques d'Alice se rend chez le voisin, et lui remet un revolver, qu'il prétend avoir trouvé près d'un pont, sous un tas de pierres, sur les terres d'Alice.
En mars 1941, l'aristocrate Jock Delves Broughton est officiellement inculpé du meurtre de Lord Erroll. Delves Broughton avait été informé de la relation amoureuse passionnée que sa jeune épouse, Diana, entretenait avec Lord Erroll,. Alice rend régulièrement visite à Delves Broughton en prison, et, avec son amie Idina, la première épouse d'Erroll, assiste à chaque journée du procès. En juillet 1941, Jock Delves Broughton est acquitté, faute de preuves.
Son biographe, Paul Spicer, avance qu'Alice de Janzé était la meurtrière de Lord Erroll,, sur la foi de plusieurs lettres adressées à son médecin et ancien amant, William Boyle, découvertes dans sa maison le jour de sa mort et remises ultérieurement à la police.

### Décès
En août 1941, après qu'on lui a diagnostiqué un cancer de l'utérus, Alice de Janzé subit une hystérectomie. Le 23 septembre, elle fait une tentative de suicide par overdose de pentobarbital. Lorsque son amie, Patricia Bowles, la découvre, elle a déjà marqué chaque meuble du nom de l'ami qui devrait en hériter. Patricia Bowles la sauve, appelant un médecin qui fait pratiquer un lavage d'estomac.
Une semaine plus tard, le 30 septembre, peu de temps après son quarante-deuxième anniversaire, elle met définitivement fin à ses jours. Un domestique la trouve sur son lit, morte de la même arme qui avait servi contre elle-même et Raymond de Trafford à la gare du Nord,.
Alice laisse trois lettres relatives à son suicide, une destinée à la police, une à ses filles et une à Dickie Pembroke. Leur contenu n'a jamais été révélé publiquement, alimentant la rumeur qu'elles contenaient des révélations sur la mort de Lord Erroll. Un fonctionnaire gouvernemental, mandaté pour examiner ses biens, aurait été abasourdi par le contenu de ces lettres. Après un long conciliabule secret entre fonctionnaires, il est décidé que le contenu ne sera pas rendu public. Ce qui est connu, c'est qu'elle aurait demandé que ses amis organisent un cocktail sur sa tombe.
Le 21 janvier 1942, après enquête, sa mort est officiellement attribuée à un suicide ; ce délai est dû à la difficulté de réunir des preuves. Le légiste déclare aussi qu'il n'y a pas de signes de folie.

## Postérité
L'écrivain Joseph Bruccoli pense qu'Alice de Janzé et la tentative de meurtre de 1927 ont servi de sources d'inspiration pour le personnage de Maria Wallis et à un épisode du roman de F. Scott Fitzgerald, Tendre est la nuit (1934),.
En 1982, sa vie est traitée dans le livre d'investigation de James Fox, White Mischief, paru en français sous le titre Sur la route de Nairobi, qui examine les évènements entourant le meurtre de Lord Erroll, la communauté de la Vallée Heureuse et la vie des protagonistes avant et après le meurtre. En 1987, un film, Sur la route de Nairobi, est tiré de l'ouvrage ; le rôle d'Alice est interprété par l'actrice Sarah Miles. Le film accentue son côté excentrique d'Alice.
Le groupe musical Building, sur l'album Second Story de 2012, livre un morceau titré Alice de Janze, qui fait référence à son suicide avec les paroles « tu es morte trop jeune ».
La collection printemps-été du créateur de mode Edward Finney s'inspire de la vie d'Alice de Janzé.